# La Prison maritime
La Prison maritime est un roman de Michel Mohrt publié le 6 octobre 1961 aux éditions Gallimard et ayant reçu le Grand prix du roman de l'Académie française l'année suivante.

## Résumé
Le Roi-Arthur est un cotre à tape-cul sur lequel le narrateur, Hervé, qui est aussi le protagoniste, embarque comme matelot. Ce jeune bachelier, orphelin de ses deux parents noyés après le chavirement de leur barque lorsqu'il avait neuf ans, a été placé dans une école religieuse  où il est endoctriné par les théories nationalistes et indépendantistes bretonnes d'un prêtre surnommé le Grand-Foc. Son équipée va lui donner l'occasion de participer à une bagarre avec des pêcheurs anglais qui entendent occuper quelques ilots anglo-normands au statut contesté. Tempêtes, trafics, mais aussi conquêtes féminines au gré de quelques escales terriennes, en Bretagne, en Irlande et en prison, jalonnent ce récit d'apprentissage situé à l'été 1923 et raconté comme un souvenir de jeunesse de l'auteur.
Le livre est un témoignage sur la vie de l'aristocratie locale, sur le combat autonomiste breton et celtique, sur la querelle juridique franco-britannique au sujet des Minquiers et des Écrehous, sur la magistrature française entre les deux guerres.
Récit d'aventure, paru en un temps où la mode était plutôt au nouveau roman, il s'inscrit dans la lignée d'écrivains comme Jacques Perret ou Jean Raspail férus de navigation. Michel Mohrt appartient à l'association des écrivains de marine.

## Éditions
- Éditions Gallimard, 1961  (ISBN 207024508X)[1].
- Coll. « Folio » no 408, éditions Gallimard, 1973  (ISBN 2070364089).
- Coll. « Écrits sur la mer », éditions Gallimard, 1977  (ISBN 9782070600137).